# Ереванский коньячно-винно-водочный комбинат «Арарат»
Ереванский коньячно-винно-водочный комбинат «Арарат» (арм. Երևանի Արարատ կոնյակի-գինու-օղու կոմբինատ) — старейший ереванский завод по производству армянского коньяка и других алкогольных напитков, расположенный в районе Кентрон. Завод находится прямо в центре города, напротив здания мэрии.

## История

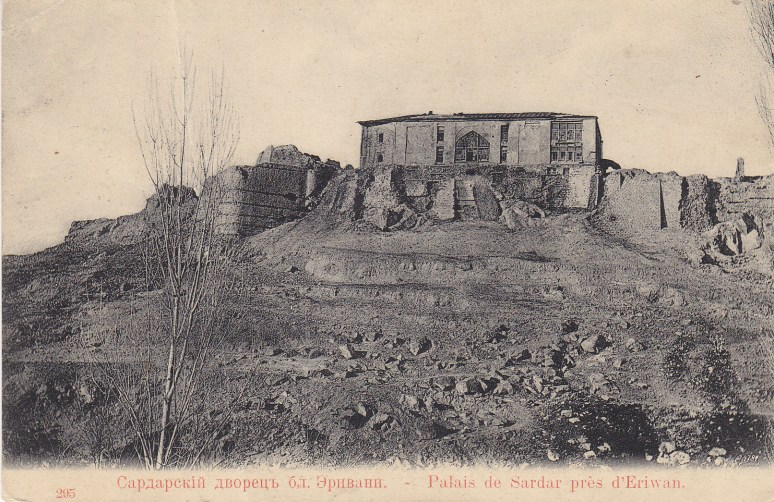
Бывший Сардарский дворец, на месте которого был построен завод

Нерсес Таирян был выдающимся купцом и меценатом. В 1877 он начал промышленное производство вина, в 1887 — коньяка на территории Эриванской крепости. Знаменитый художник Ованес Айвазовский, который являлся родственником Таиряна, помог ему построить завод.
В 1898 году Нерсес Таирян сдал в аренду завод «Товариществу коньячного и водочного заводов и складов русских виноградных вин Н. Л. Шустова с сыновьями» которое приобрело его в следующем году за 50 000 рублей. Основав свой собственный бизнес в Москве в 1863 г., Н. Л. Шустов стал одним из первых производителей коньяка в России. Уже в 1870-х компании «Шустов и сыновья» удалось выпускать 80 % коньячно-винно-водочно-ликёрной продукции в Российской Империи.  
В 1899 Шустовы пригласил Кирилла Сильченко, который только что закончил Никитинскую школу виноделия для работы на заводе. Он работал на заводе и самоотверженно посвятил всю свою жизнь развитию производства вина и коньяка. Именно поэтому армяне называли его «великим украинским сыном армянского народа».
Бытует история о том, что когда на Всемирной выставке в Париже в 1900 году были представлены образцы «Финьшампаня отборного», коньяка, произведенного на шустовском заводе в Армении, во время «слепой дегустации» коньяк Шустовых был признан лучшим и получил золотую медаль и особенную привилегию называть «Финьшампань» коньяком, а не бренди и размещать это название на этикетке. Однако существование такой привилегии ставится под сомнение; возможно, что история — вымысел самого Шустова, известного использованием широкомасштабной, изобретательной и агрессивной рекламы. Хотя «Шустов и сыновья» действительно была лауреатом Grand-prix выставки 1900 года — однако в классе «Sirops et liqueurs; spiritueux divers; alcools d’industrie», а не в классе «Vins et eaux-de-vie de vin», где выставлялись коньяки. Тем не менее, некоторые источники отмечают, что коньяк «Финшампань отборный», появившийся в 1901 году, действительно получал международные награды
Период, когда Маркар Седракян работал на заводе, был назван «Звёздным временем». В настоящее время на основе его технологии были созданы самые известные армянские коньяки. В 1945 году на конференции в Ялте, Сталин предложил Уинстону Черчиллю стакан армянского коньяка. С тех пор, получив опыт распития благородных напитков, британский лидер ежемесячно получать коробку коньяка от Сталина. После Черчилль отметил, что вкус коньяка несколько изменился — он стал хуже. Реакция советского лидера была незамедлительной: узнав, что Маркар Седракян — автор этой смеси — был сослан, Сталин приказал освободить его, чтобы восстановить на должности главного технолога завода. Так премьер-министр Соединённого Королевства продолжил получать любимый коньяк и пить по бутылке этого напитка в день. Позже Маркар Седракян получил медаль Героя Социалистического Труда.
В 1990-е годы в связи с тяжёлой экономической обстановкой и военным положением (Карабахский конфликт) в стране завод не работал.
В 2002 году фабрика вошла в Концерн «Мульти Групп». Около 50 млн долларов США было инвестировано в восстановление зданий, приобретение новой линии розлива и дубовых бочек. Ряд рецептов и технологий были восстановлены по крупицам. С помощью старых бумаг, музейных экспонатов, семейных архивов, специалистов и технологов завода был собран и классифицирован весь бесценный опыт, накопленный в течение всего периода функционирования завода, и, следовательно, утрачено и забыто славное имя армянского коньяка было восстановлено.

Винные подвалы треста «Арарат» и мост Победы, 1958 год

## Современность
Завод в наше время производит несколько марок армянского коньяка, в том числе «Ной» и «Араспел». «Ной» является всемирно известным брендом коньяка. В Россию продукция поставляется компанией «Белуга».

| Ной - НОЙ 50-летней выдержки - НОЙ 30-летней выдержки - НОЙ Тиракал, 25-летней выдержки - НОЙ Kremlin Award, 7, 10, 15 и 20-летней выдержки - НОЙ Classic, 7, 10, 15 и 20-летней выдержки - НОЙ Traditional, 3, 5, 7 и 10-летней выдержки - НОЙ Gift, 3, 5, 7 и 10-летней выдержки - НОЙ Araspel, 3 и 5-летней выдержки - НОЙ Régal by Uberto Gucci, 3 and 5-летней выдержки - НОЙ 140, коллекция - НОЙ 135, коллекция | Другие марки коньяка - Erivan Fortress, 3, 5 и 7-летней выдержки - Legends of Sevan, 3, 5 и 7-летней выдержки - Varpet, 3, 5 и 7-летней выдержки Виски - Magarant, 3-летней выдержки de luxe whisky - Mac Ingal, 3-летней выдержки blended whisky - Old Clark, 3-летней выдержки de luxe whisky |

## Здание
Ереванский коньячно-винно-водочный комбинат располагается в историческом здании в районе Кентрон, которое расположено напротив здания мэрии города.

## Галерея

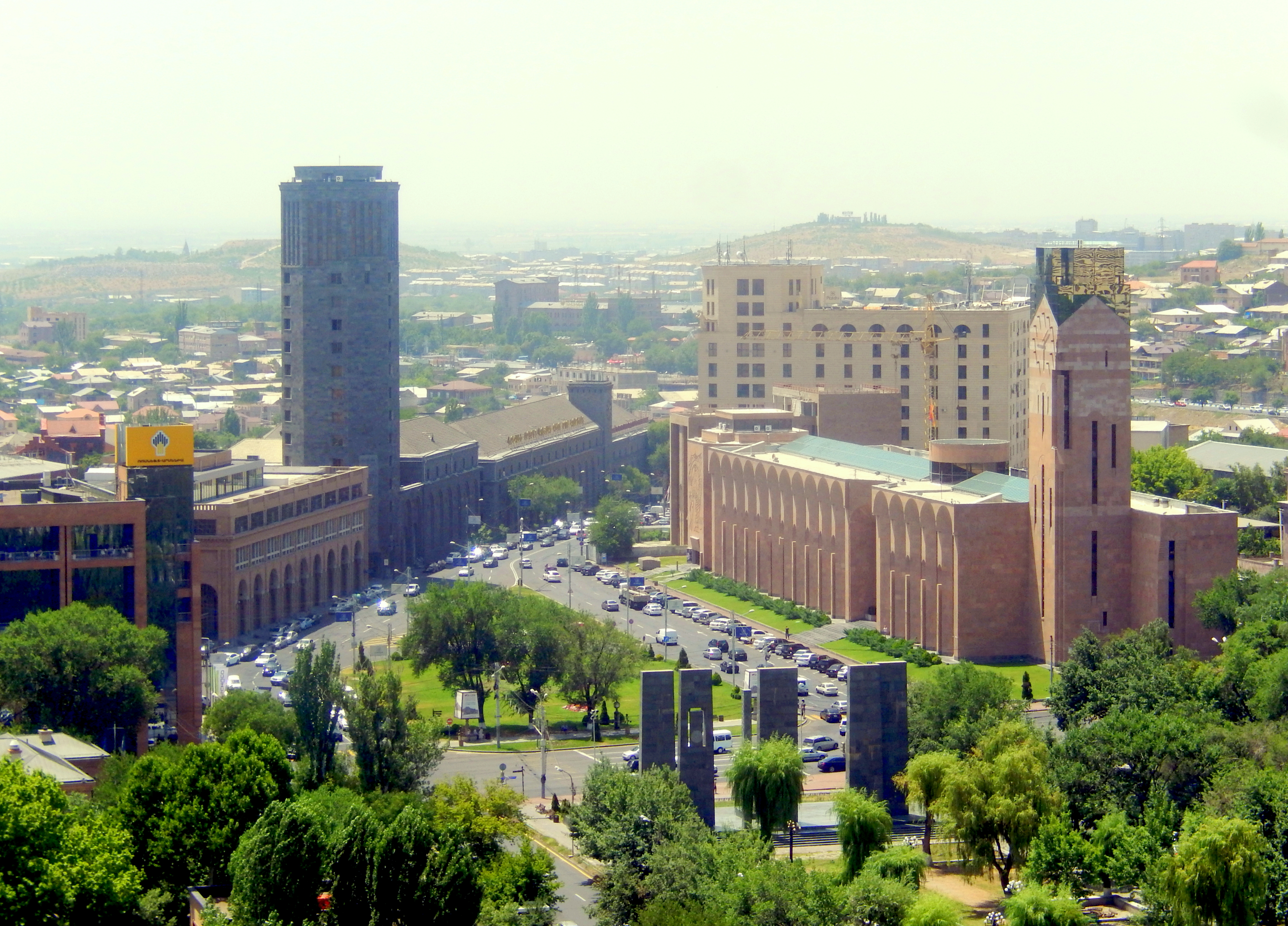
Здание завода слева
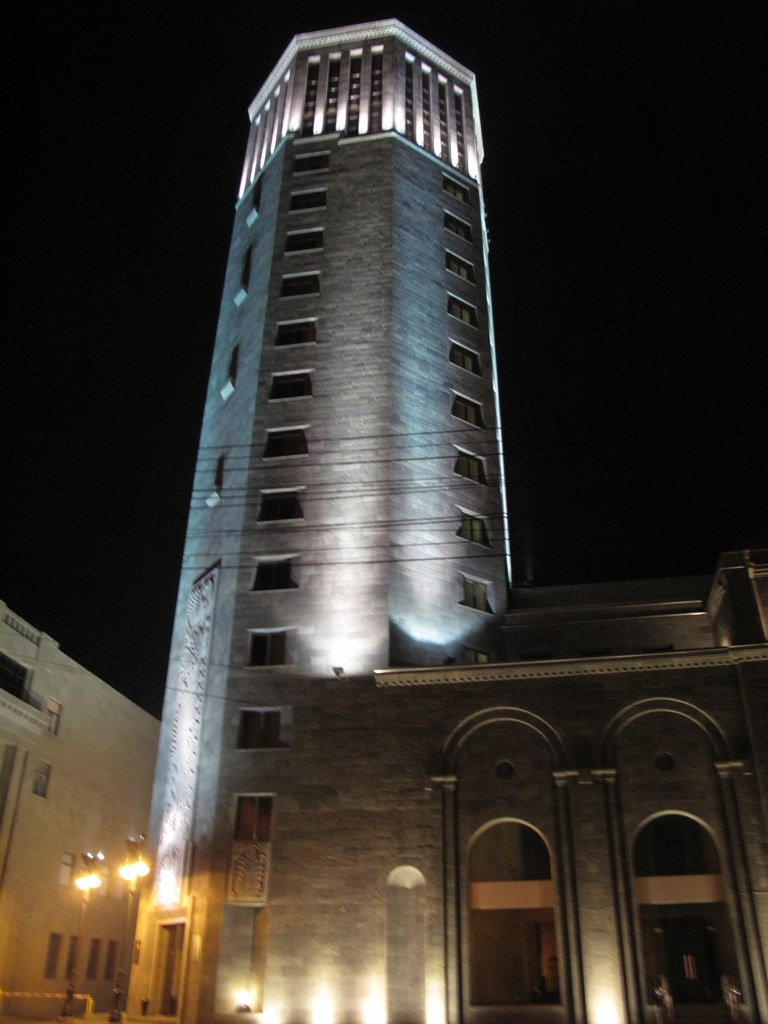
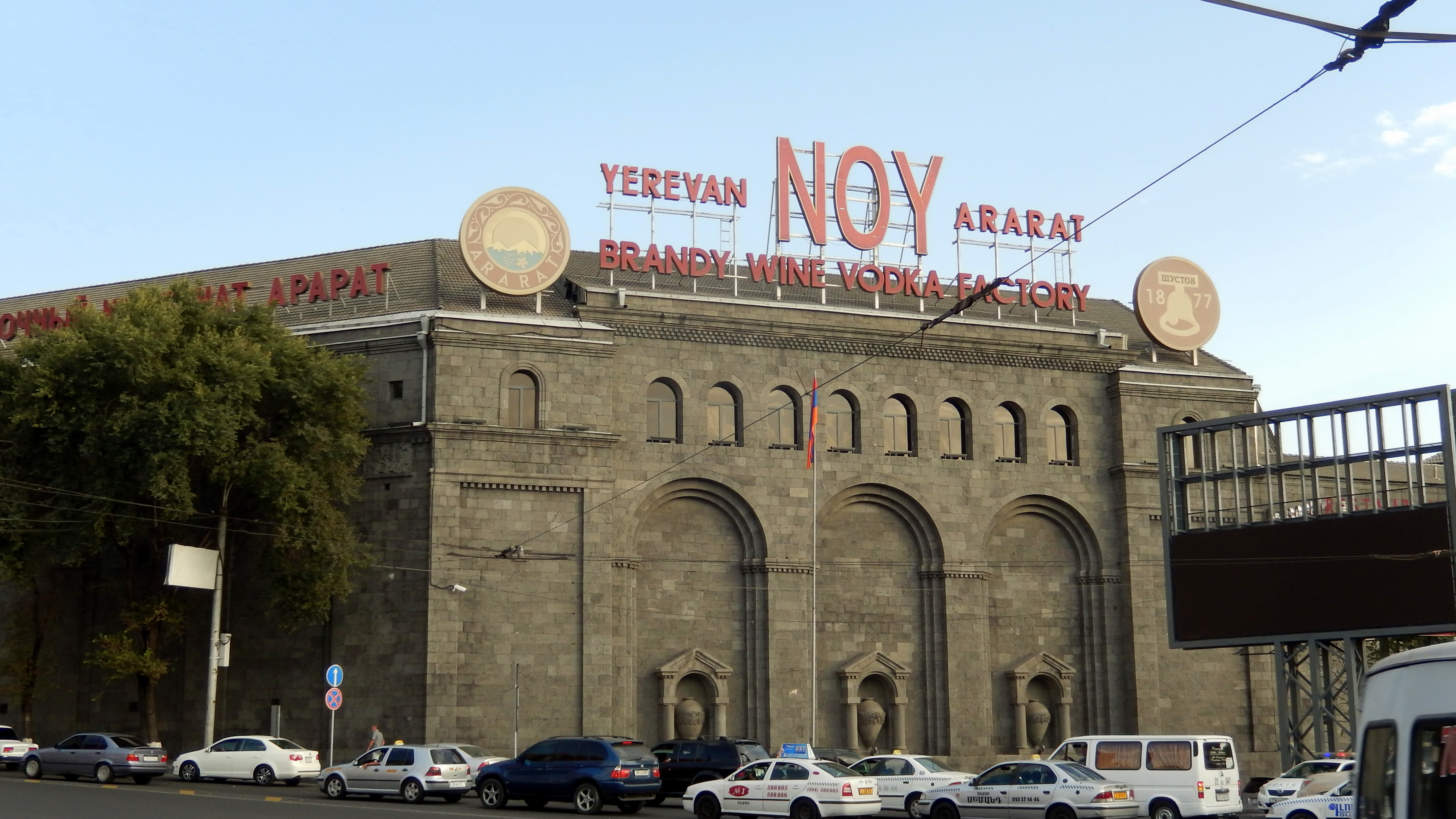
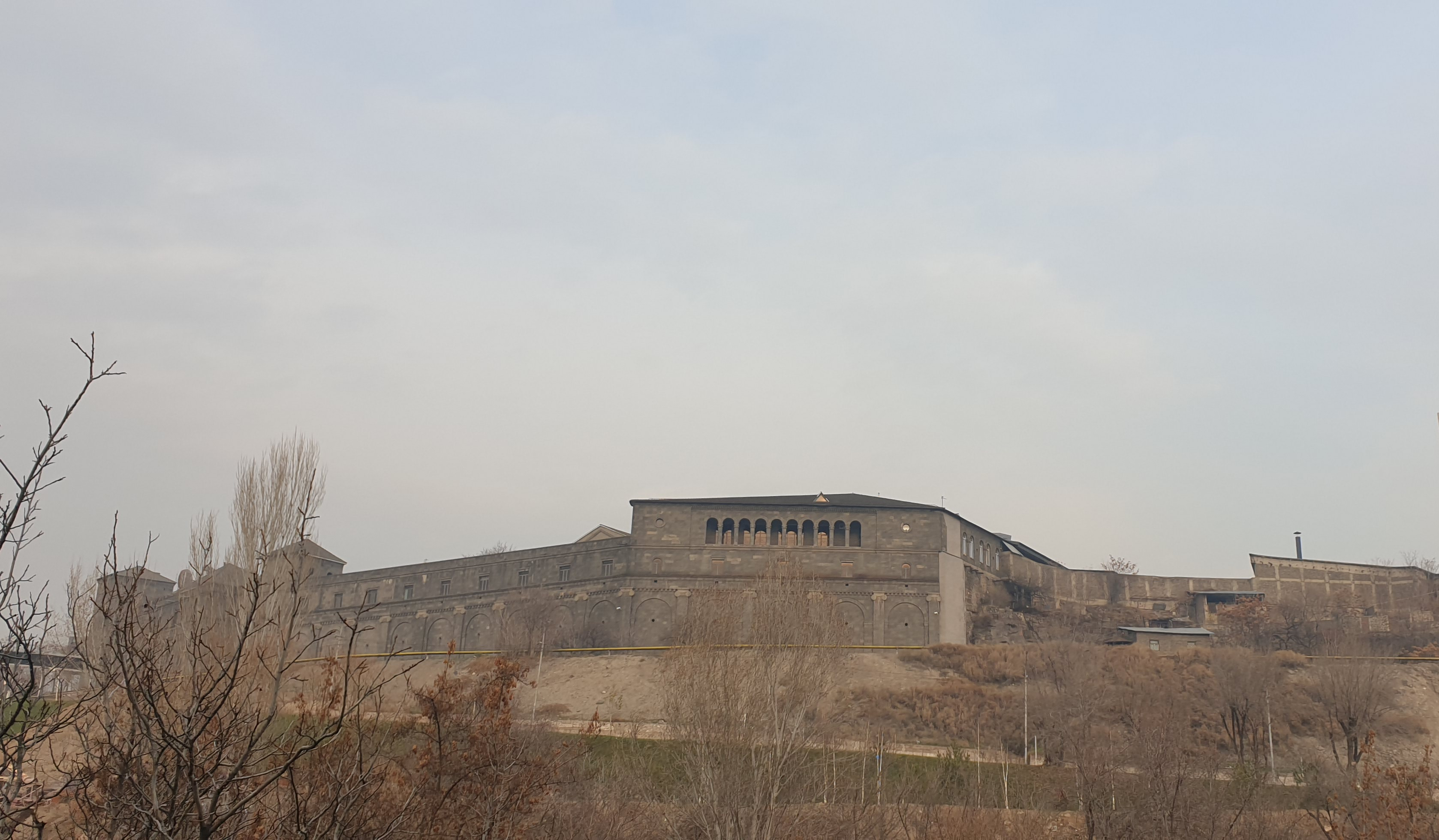
Вид с Красного моста
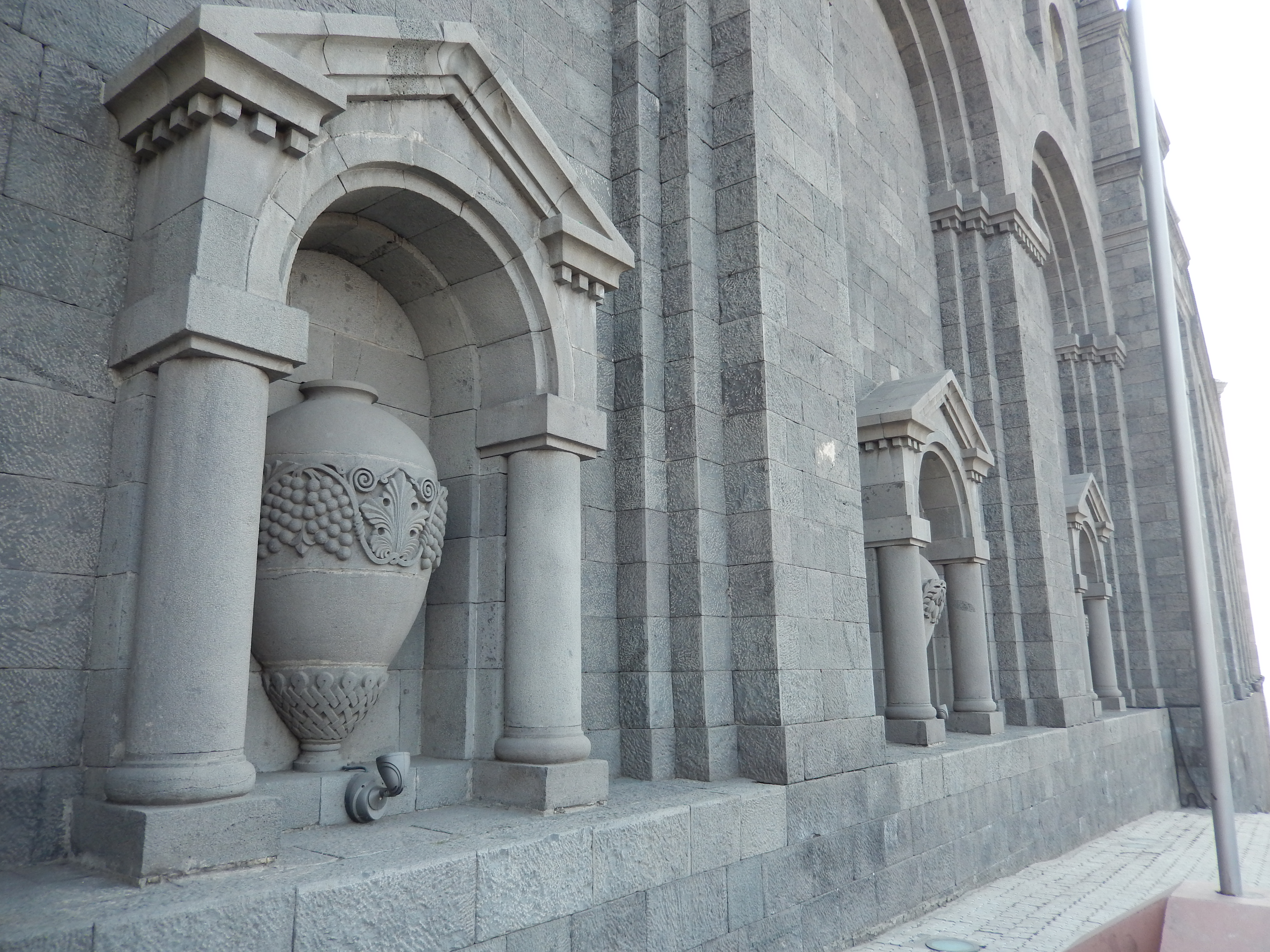
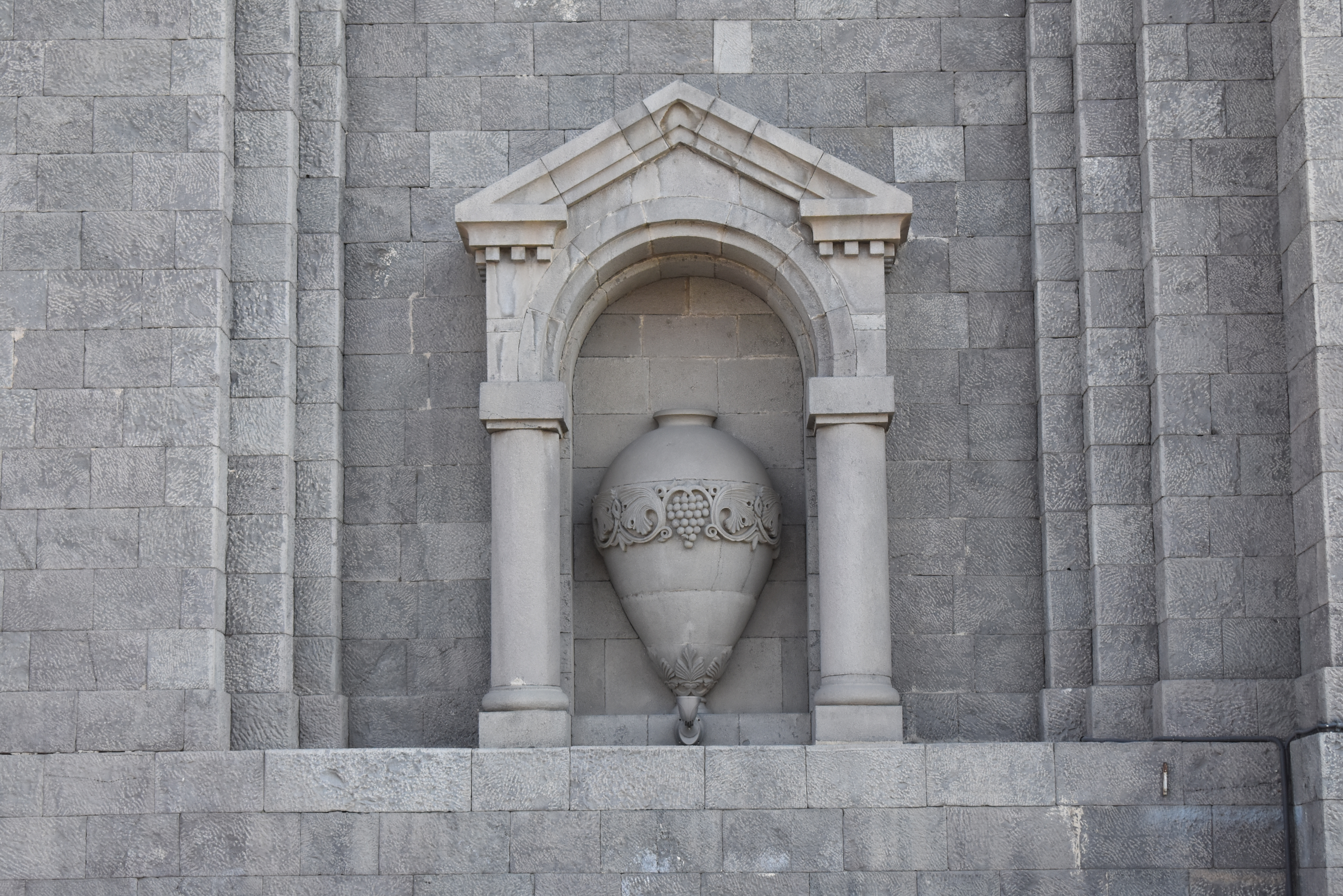
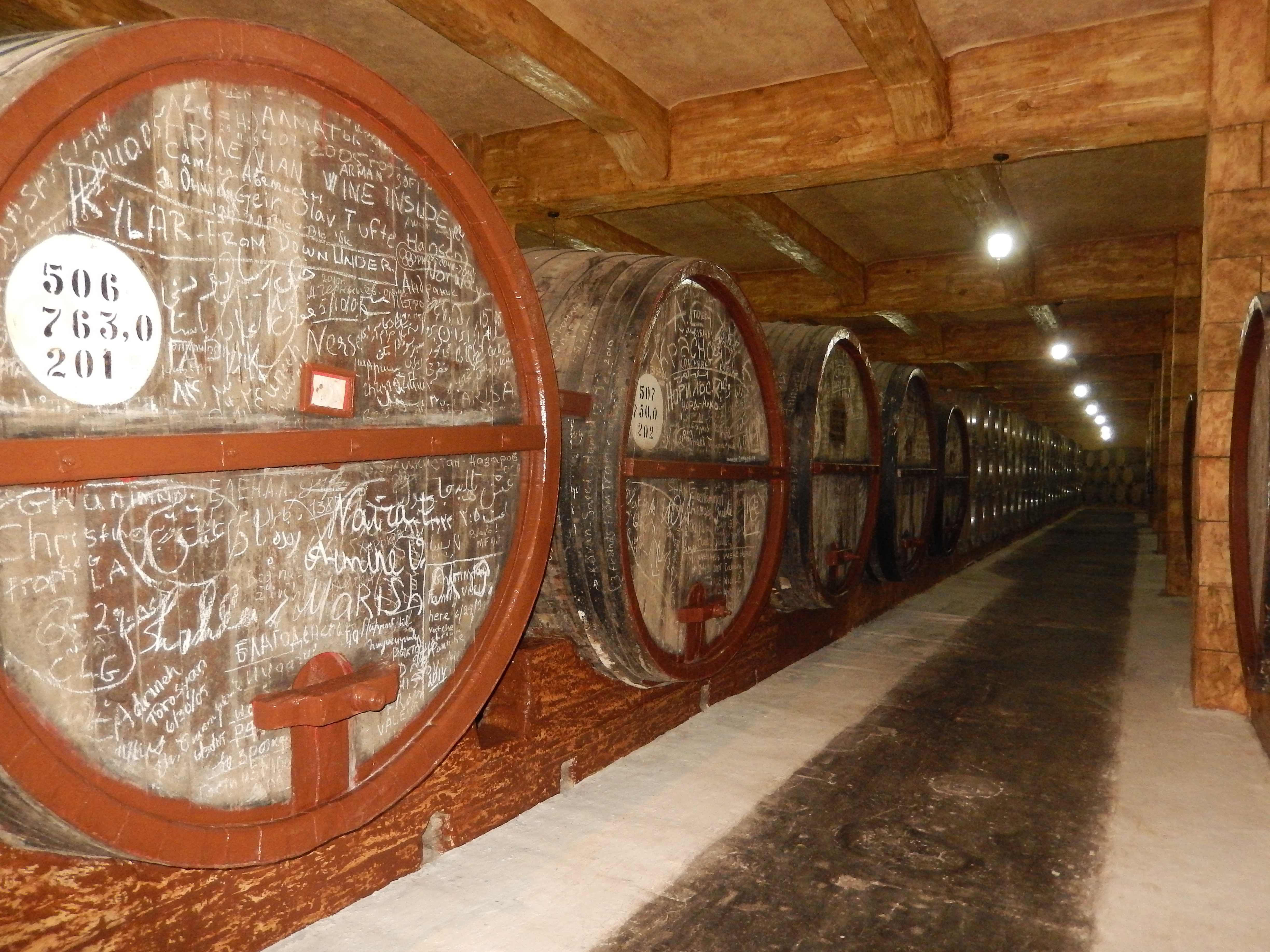
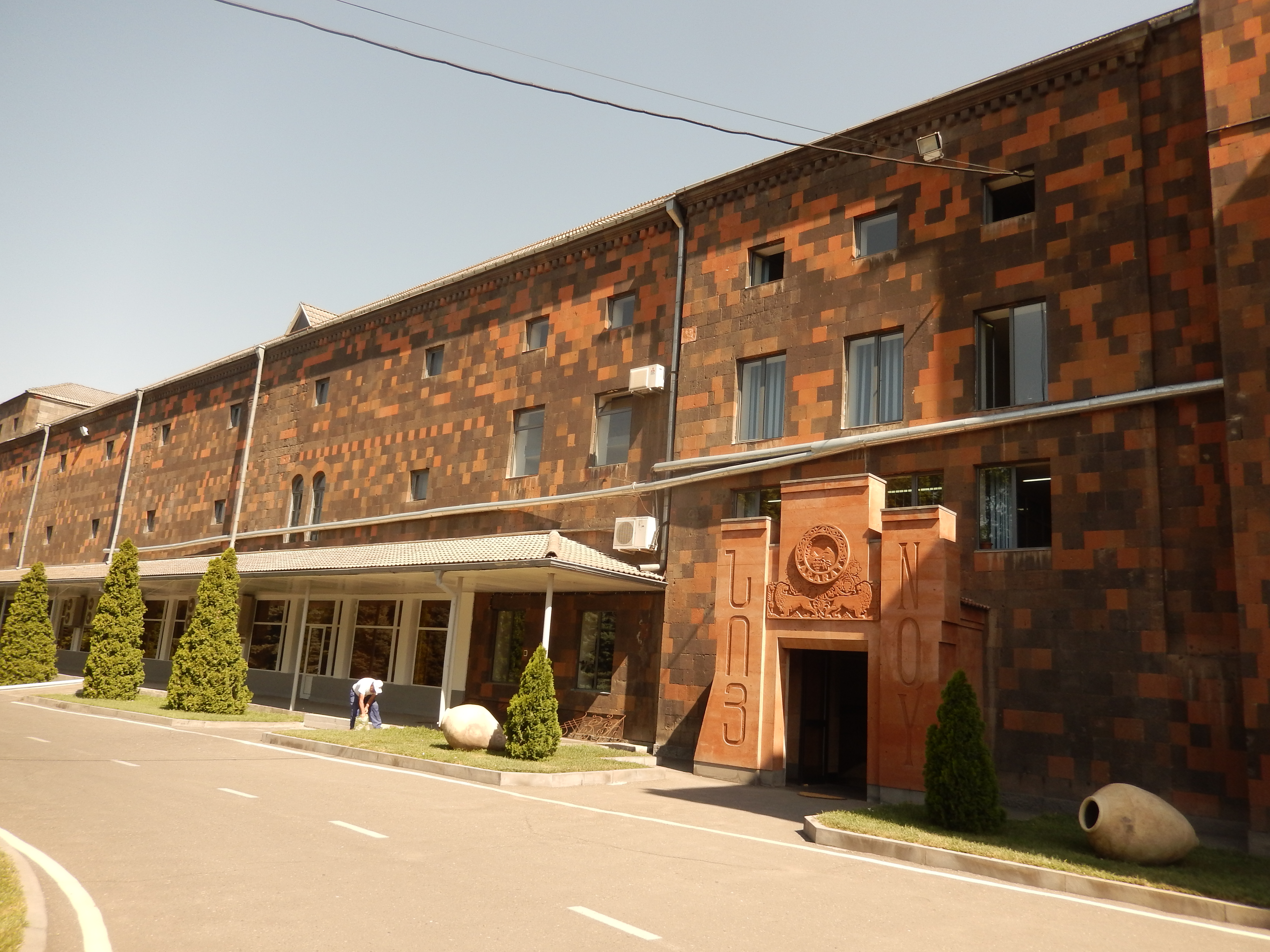
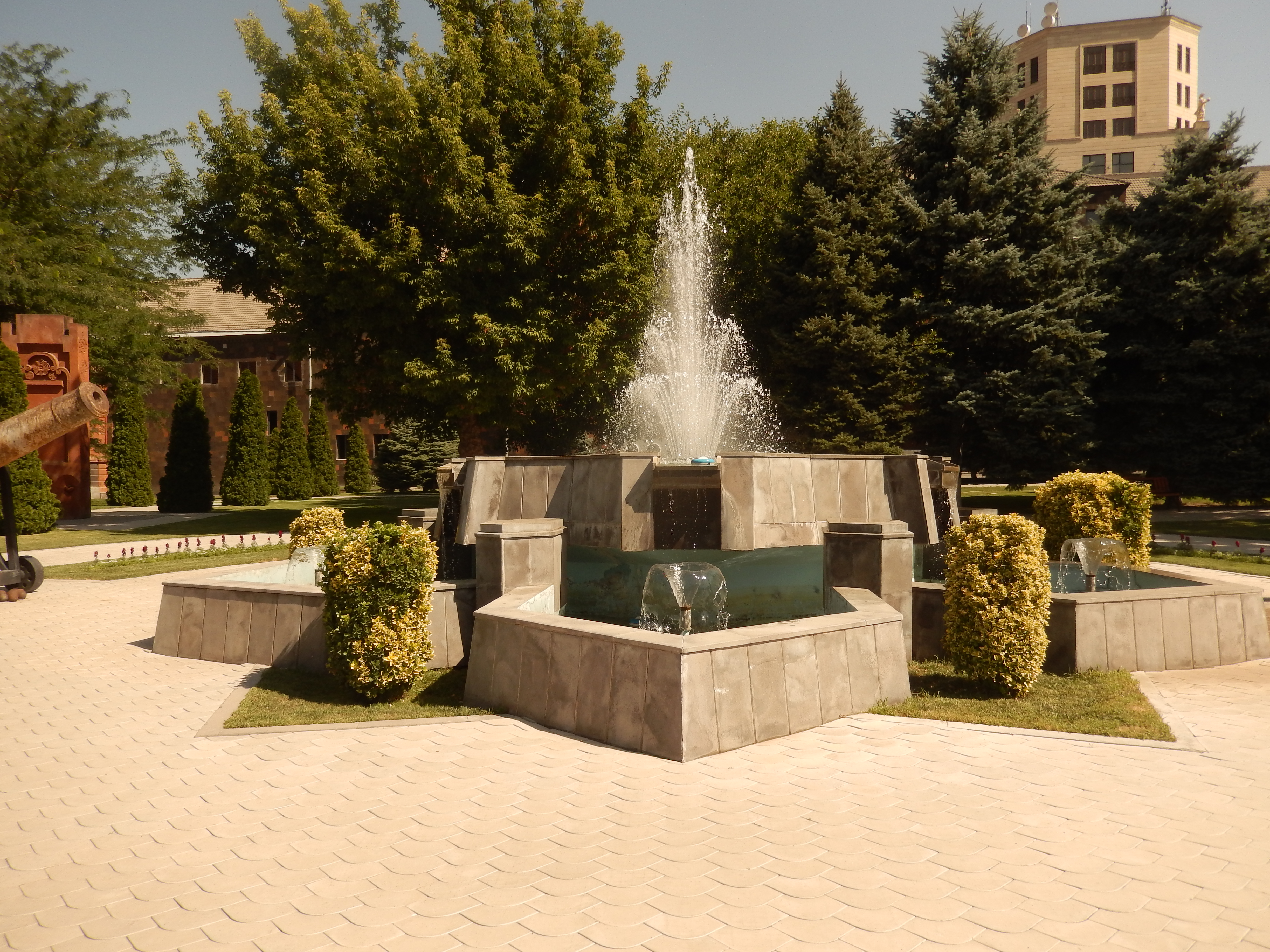
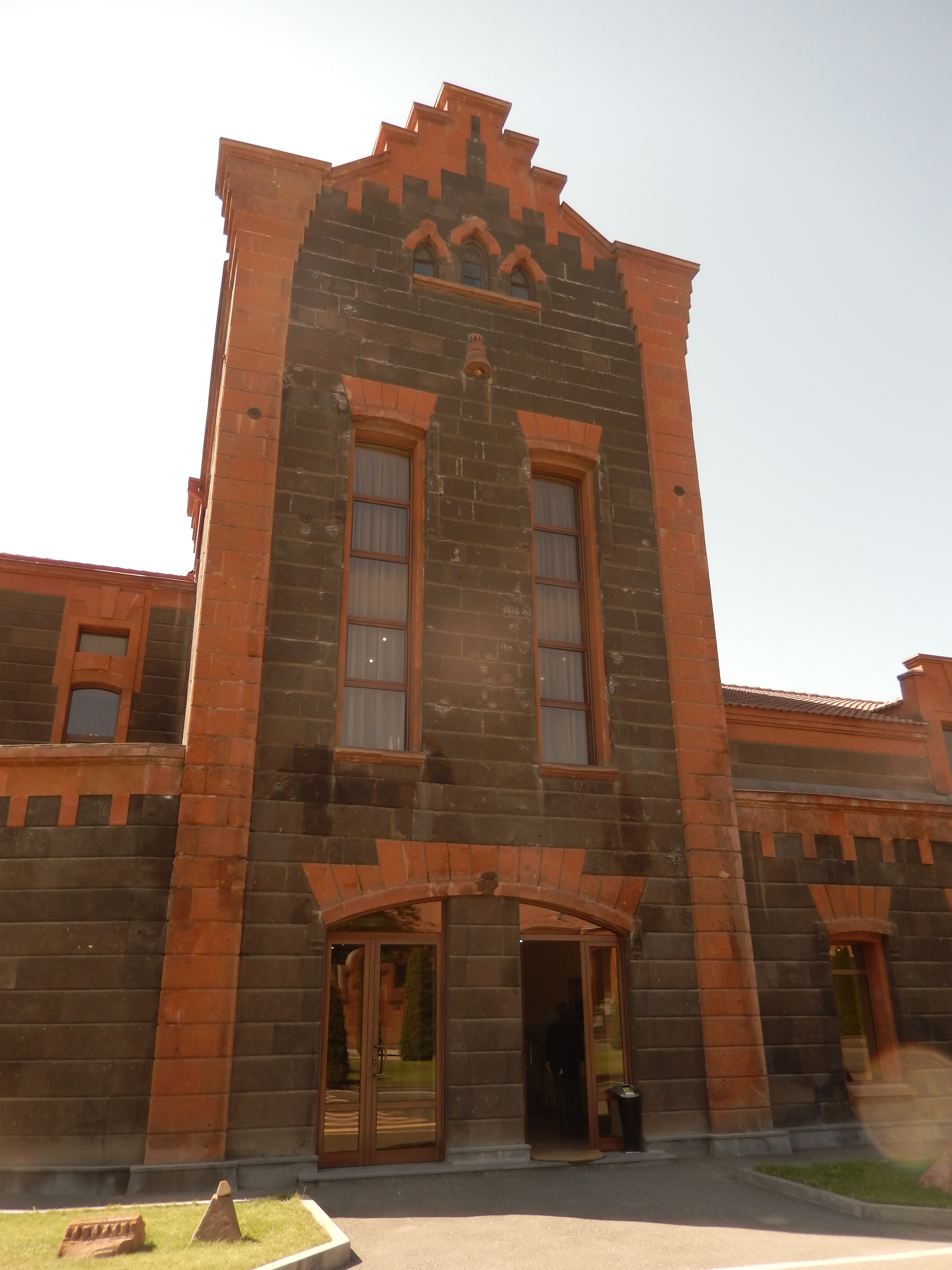
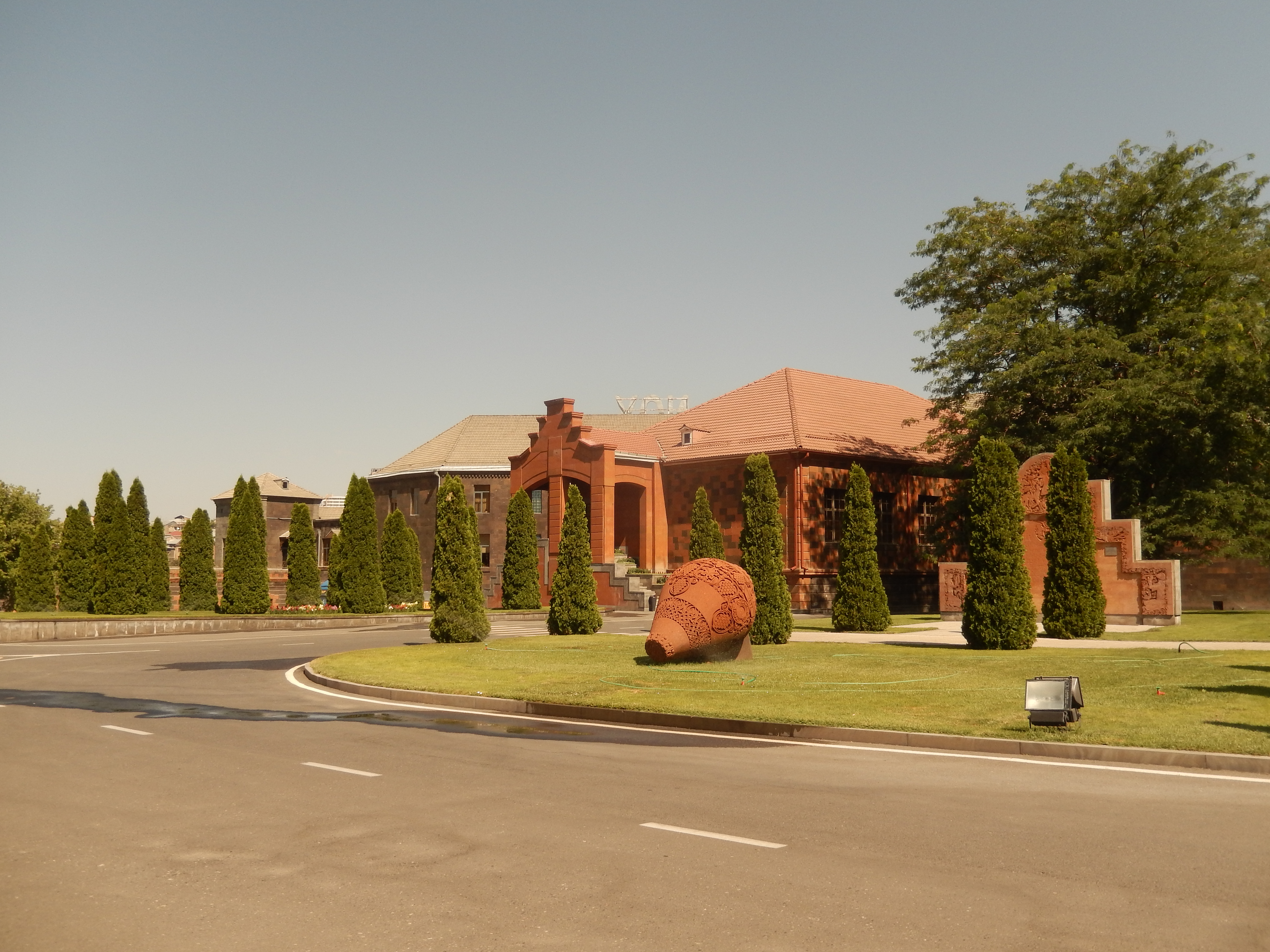
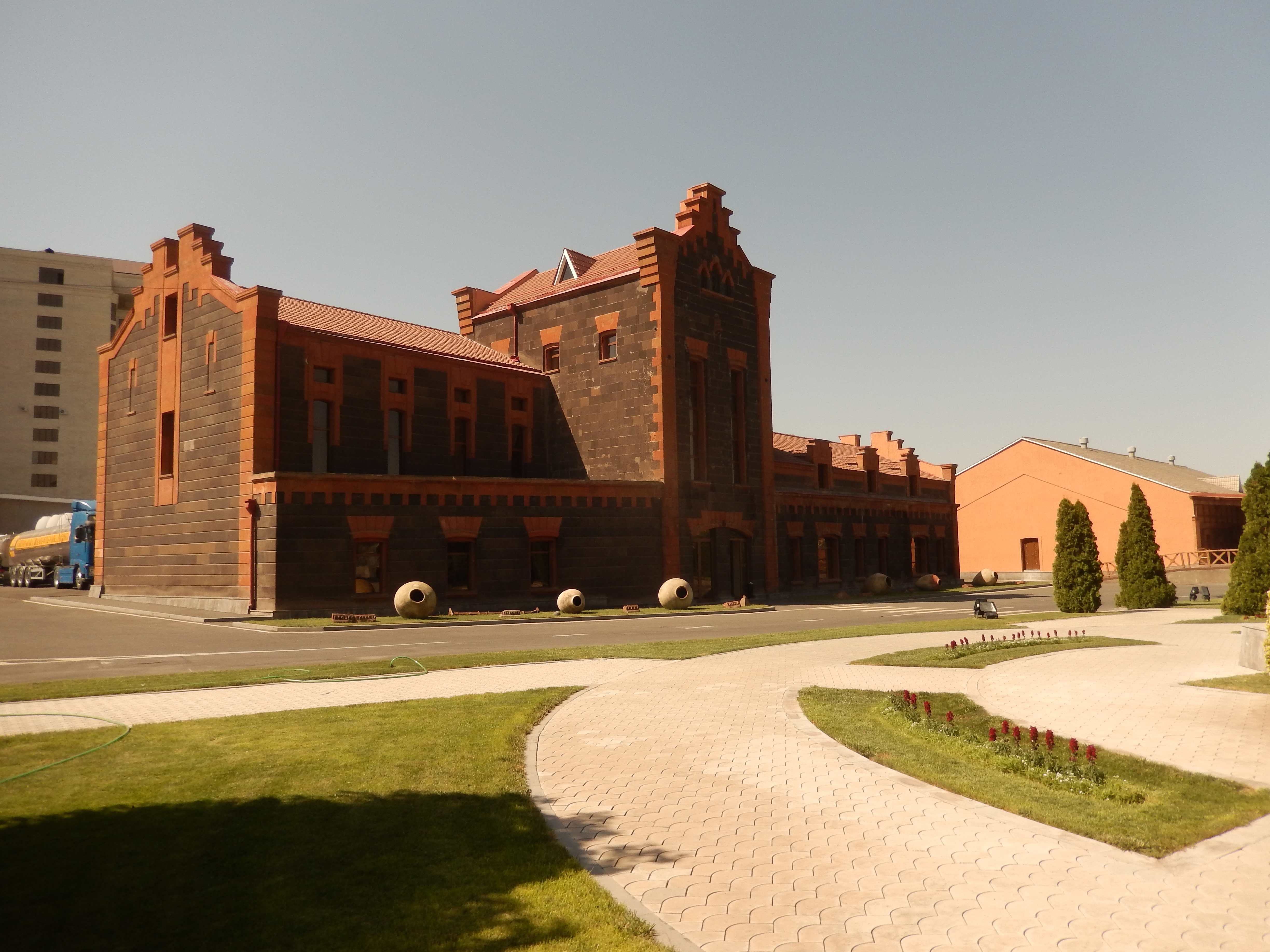
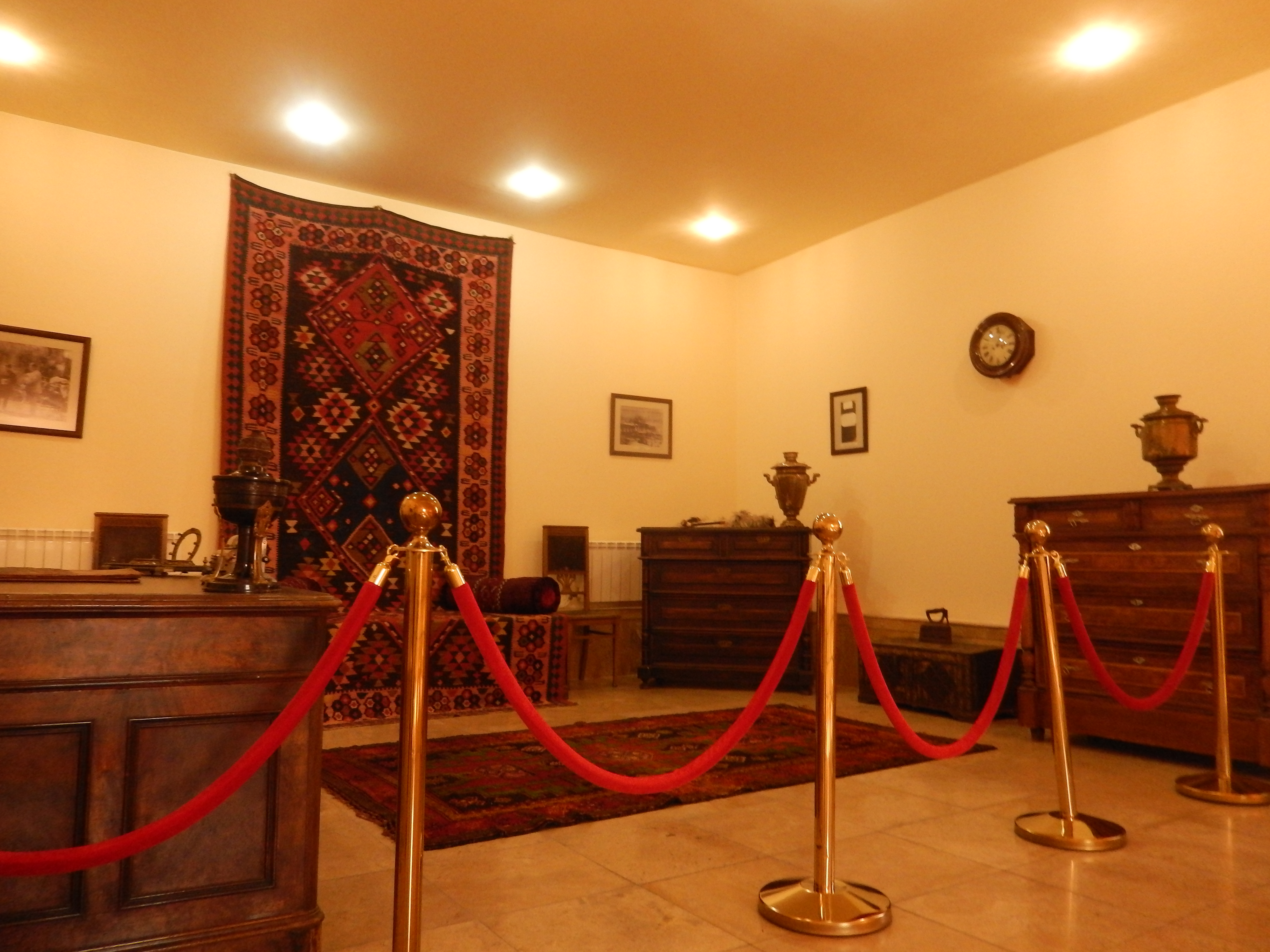
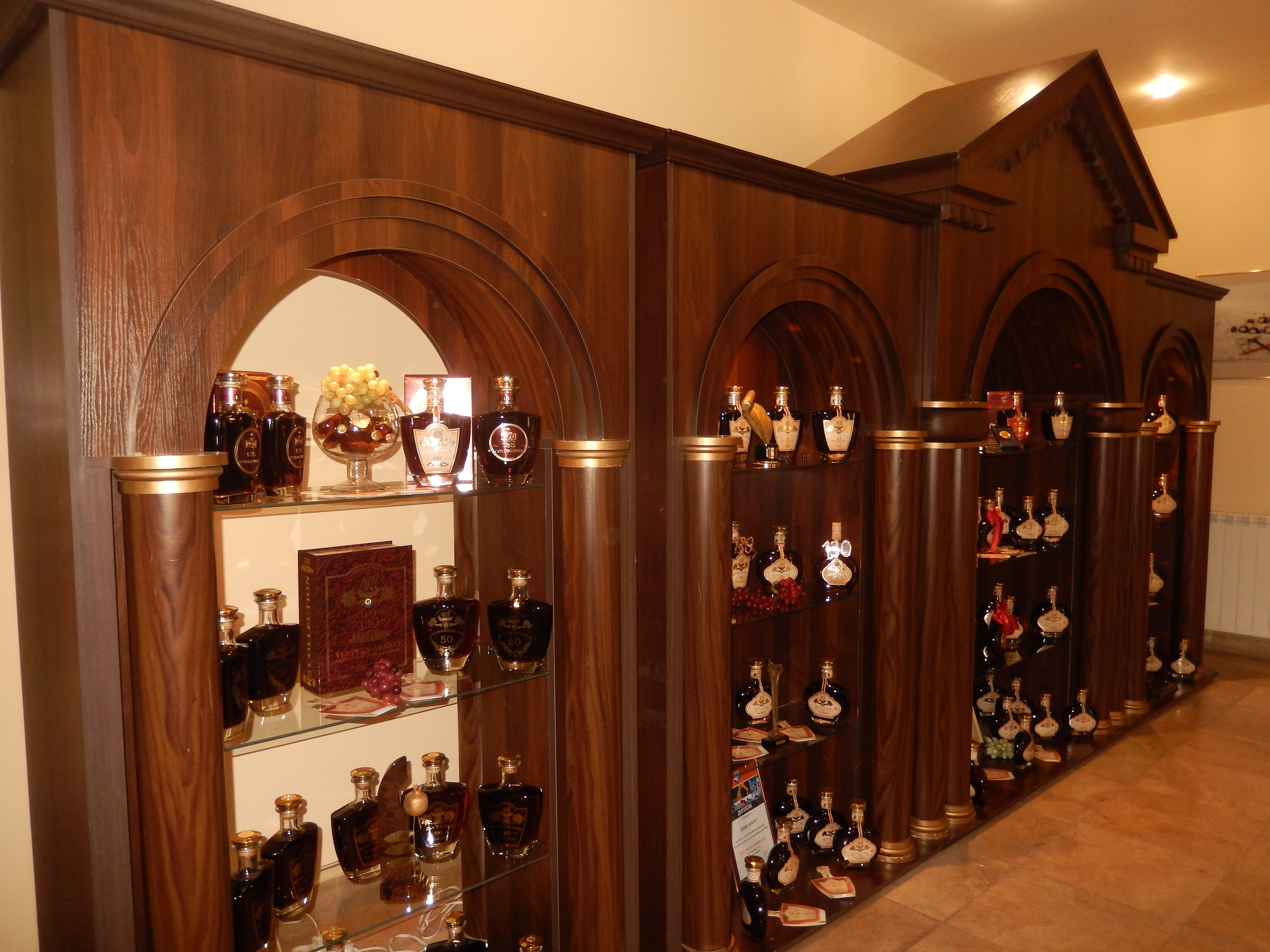
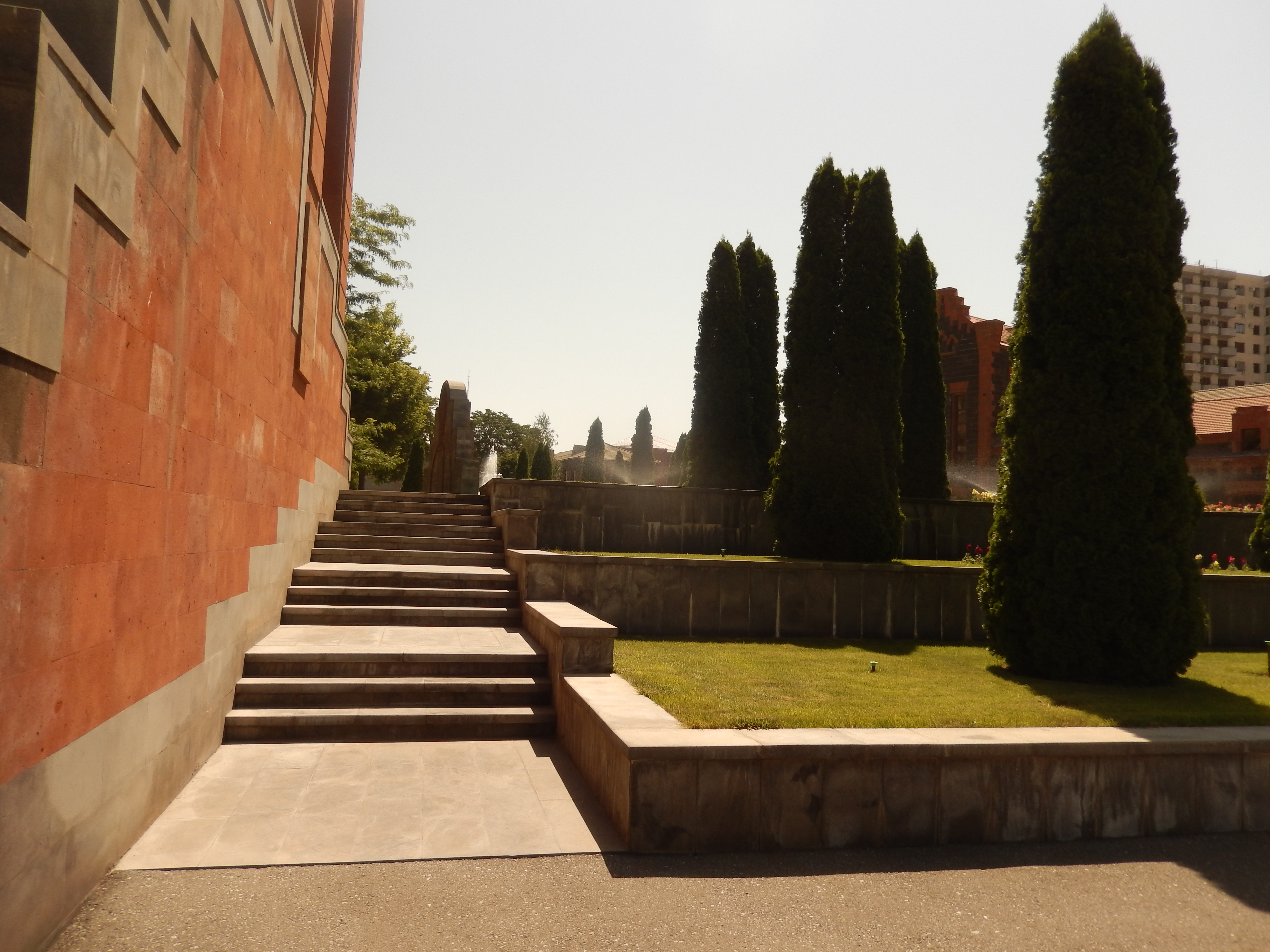
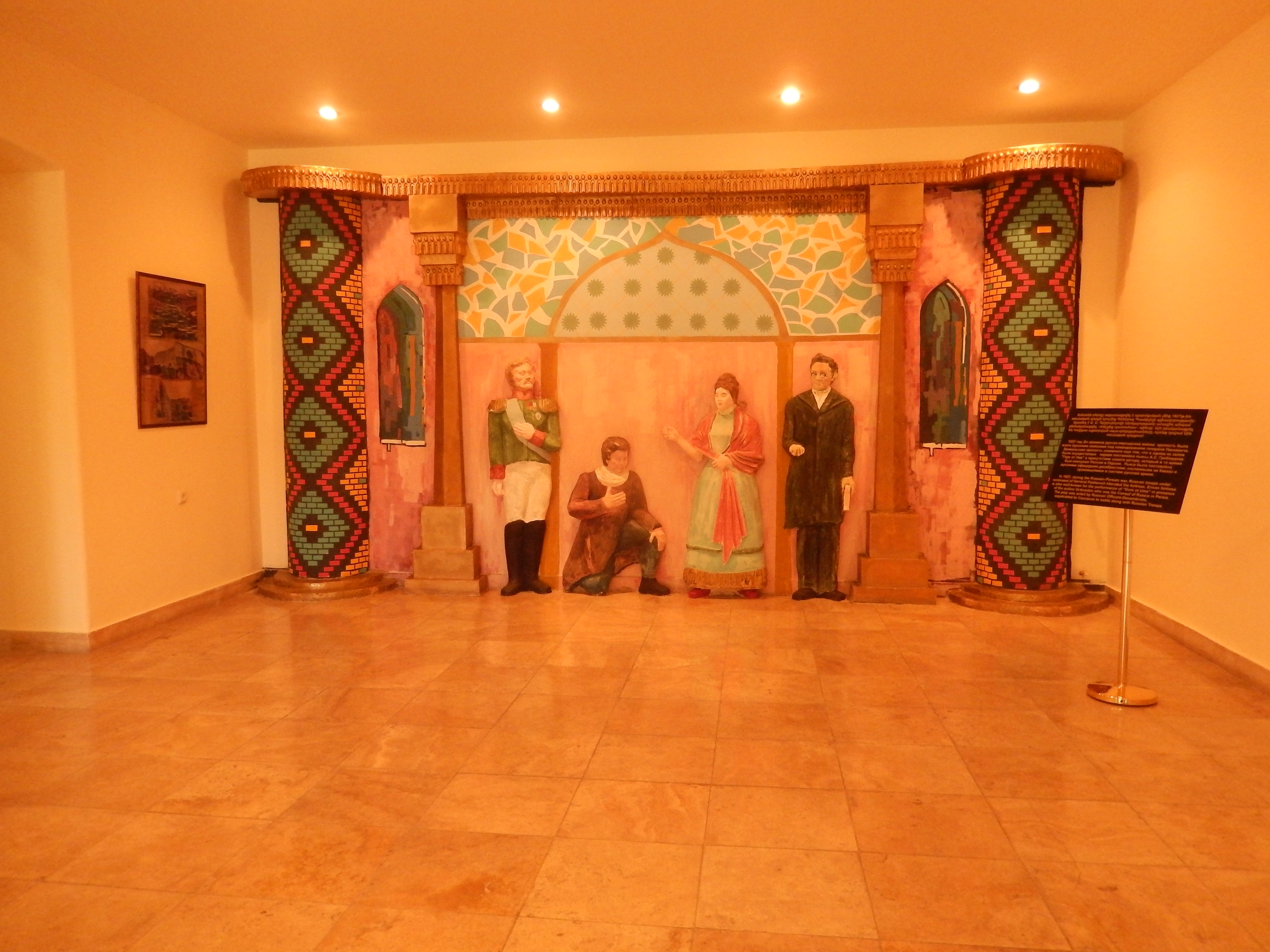
Место, где впервые была поставлена "Горе от ума"
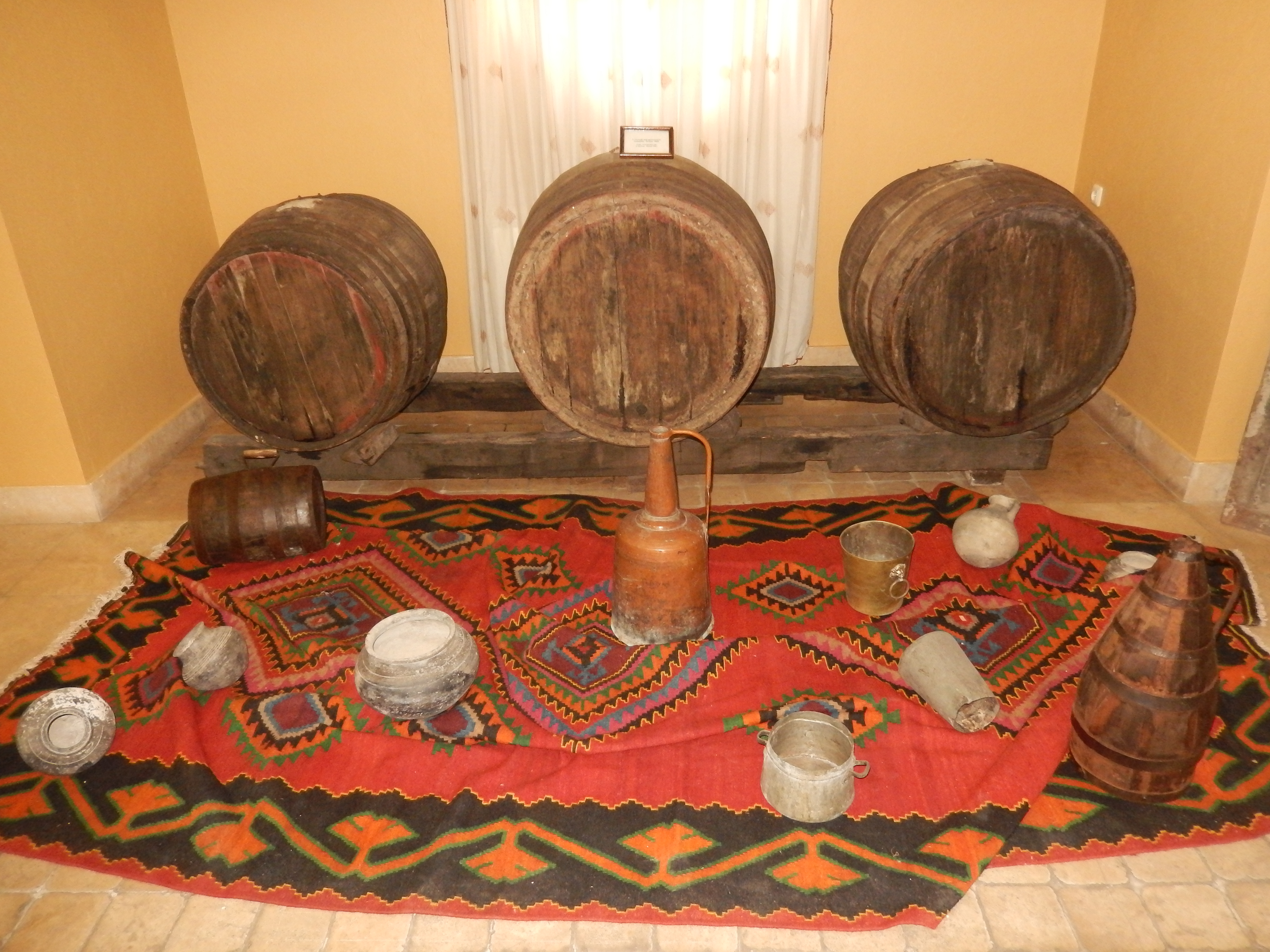
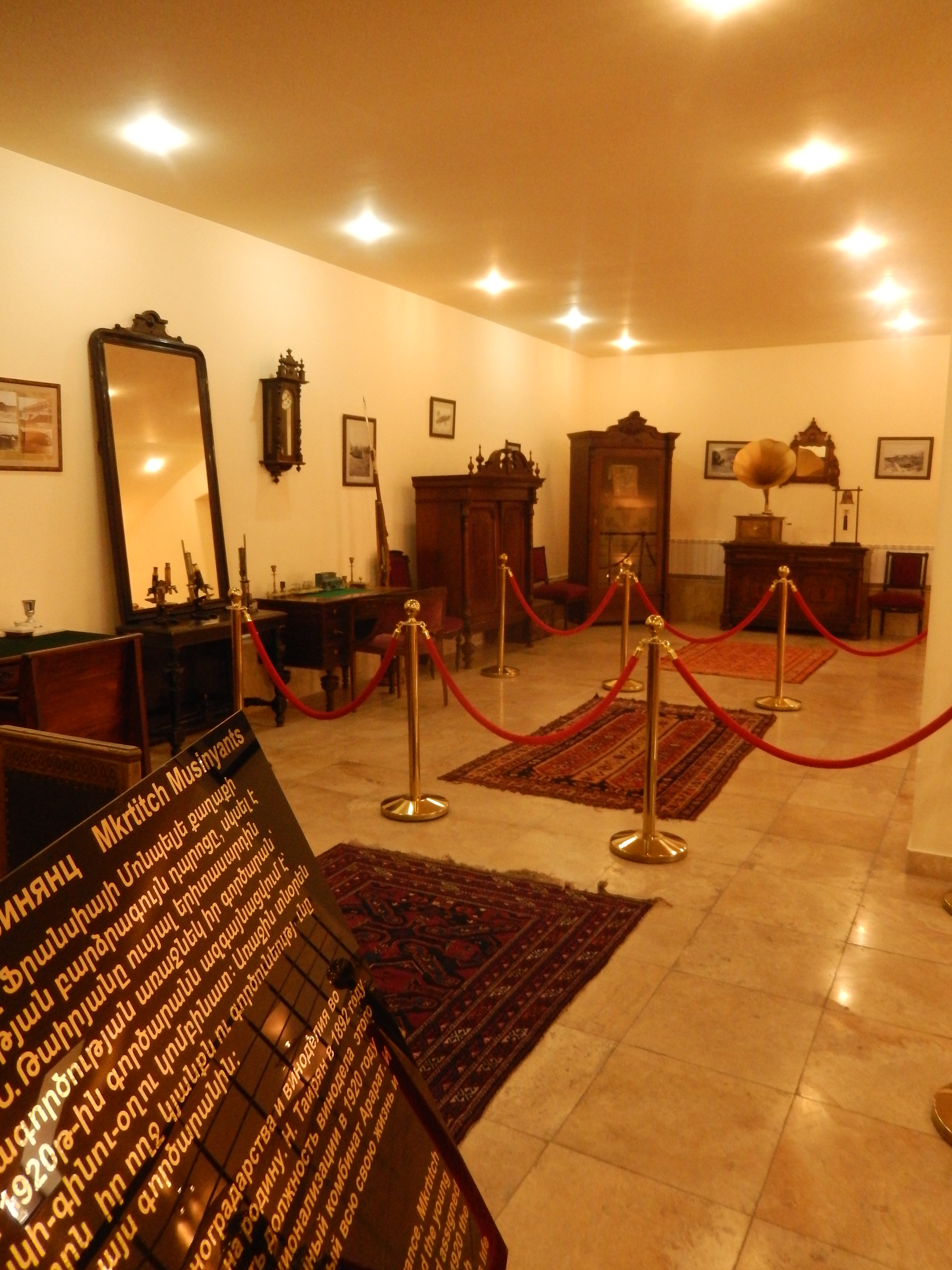
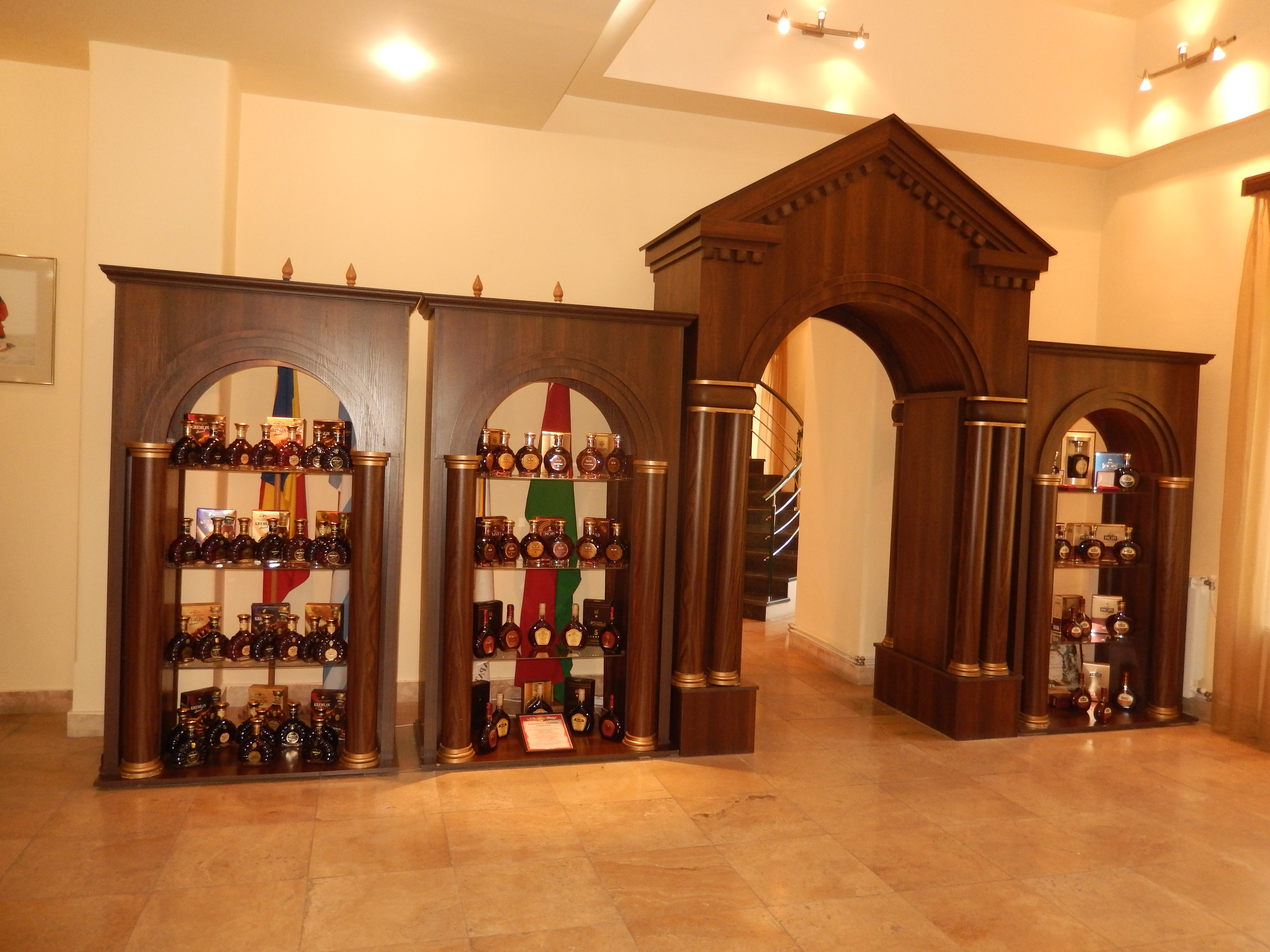
Продукция завода, 2014 год